# Adam Duffy
Adam Duffy (* 30. März 1989 in Eckington, Derbyshire) ist ein englischer Snookerspieler aus Sheffield. Zwischen 2011 und 2024 war er mit Unterbrechungen als Profi auf der World Snooker Tour aktiv.

## Karriere
Duffy gewann 2009 die Paul Hunter Scholarship, die ihm ein Jahr lang kostenfreies Trainieren in der Sheffield Snooker Academy ermöglichte.
Die Qualifikation für die Snooker Main Tour 2009/10 über die PIOS-Tour verpasste er, mit Platz 41, relativ deutlich.
In der nächsten Saison nahm er an den ersten fünf Events der neuen Players Tour Championship in Sheffield teil. Er erreichte dabei einmal die Runde der letzten 32 und einmal die Runde der letzten 64, scheiterte aber in den drei anderen Turnieren bereits in der ersten Runde. In der ebenfalls in dieser Saison neu eingeführten Q School gelang es ihm, ein Ticket für die Profitour zu erhalten. Ende Mai 2011 sicherte er sich im dritten Turnier mit einem 4:2 gegen den früheren Profi David Gray das Ticket für die Saison 2011/12.

### Erster Anlauf
Seine besten Ergebnisse in seiner Debütsaison waren das Vordringen ins Achtelfinale beim zweiten PTC-Event, das Erreichen der vierten Qualifikationsrunde bei den Welsh Open 2012 und der Snookerweltmeisterschaft 2012. Am Ende seiner ersten Saison erreichte er Platz 62 auf der Weltrangliste und konnte sich damit ein weiteres Jahr auf der Tour sichern.
In der Saison 2012/13 gelang ihm nie mehr als ein Sieg, er schied aber auch oft schon im ersten Spiel aus. Zum Saisonende konnte er sich in der Weltrangliste dennoch leicht auf Platz 60 verbessern. Duffy erhielt für die Platzierung unter den besten 64 auch die Teilnahmeberechtigung für die nächste Saison.
Mit der Saison 2013/14 wurde die Weltrangliste nach jedem Turnier aktualisiert. So konnte er sich zu Anfang der Saison auch noch leicht auf seinen bisher höchsten Rang 58 verbessern. Beim Wuxi Classic konnte er sein Qualifikationsmatch gewinnen, musste sich dann aber in der Wildcard-Runde Lu Ning geschlagen geben. In der Qualifikation zum nächsten Turnier, den Australian Open, konnte er sein Auftaktmatch zwar gewinnen, für die Hauptrunde fehlten aber noch zwei weitere Siege. Für die Hauptrunde der Shanghai Masters konnte er sich nach zwei gewonnenen Matches knapp nicht qualifizieren. Er schied in der vierten und letzten Qualifikationsrunde mit 4:5 gegen Ali Carter aus. Bei den Ruhr Open, dem fünften Turnier der European Tour der Players Tour Championship, schied er in der zweiten Runde aus. Für die International Championship konnte er sich qualifizieren, verlor dann allerdings sein Auftaktmatch in China gegen Marco Fu. Den letzten Sieg der Saison erzielte er Ende November 2013 in der ersten Runde der UK Championship. Dort gewann er 6:5 gegen Barry Pinches. In allen anderen Turnieren der Saison scheiterte er bereits in seinem ersten Spiel. Im Verlauf der Saison rutschte er so in der Rangliste immer weiter ab und landete nach der Weltmeisterschaft auf Platz 91. Damit scheiterte er darin, sich für die nächste Saison der Main Tour zu qualifizieren.

### Als Amateur
Duffy versuchte sich über die Q School direkt wieder neu zu qualifizieren. Im ersten Turnier verlor er bereits im ersten Match. Das zweite Turnier verlief erfolgreicher, für die Qualifikation zur Main Tour fehlten aber zwei Siege. Er musste sich Lee Walker, einem der späteren Sieger, mit 3:4 geschlagen geben.
Er wurde, obwohl nicht für die Saison 2014/15 qualifiziert,  zur Qualifikation in einigen Weltranglistenturnieren eingeladen. Bei den Indian Open 2015 überstand er Qualifikation und die Wildcard-Runde und erreichte die zweite Runde des Turniers. Bei der Qualifikation für die Snookerweltmeisterschaft 2015 war Duffy der einzige von 25 Amateurspielern, der die dritte und letzte Qualifikationsrunde erreichte. In dieser unterlag er Jamie Jones mit 8:10. Neben den Weltranglistenturnieren spielte er in allen Turnieren der European Tour. In fünf der sechs Turniere erreichte er die Hauptrunde. Das beste Resultat erzielte er dabei beim Paul Hunter Classic 2014, als er die Runde der letzten 32 erreichte. Beim zweiten Turnier der European Tour in Deutschland, den Ruhr Open 2014, noch die zweite Hauptrunde.
Auch zum Ende dieser Saison versuchte er sich über die Q School wieder für die Main Tour zu qualifizieren. Im ersten Qualifikationsturnier scheiterte er im finalen Spiel mit 3:4 an Eden Sharav. Nach zwei Siegen musste er sich auch im zweiten Turnier einem der späteren Sieger geschlagen geben.
Er nahm an allen Weltranglistenturnieren der Saison 2015/16, mit Ausnahme des World Grand Prix, teil. Zu Beginn der Saison kam er in der Qualifikation zu den Australian Open bis in die dritte Qualifikationsrunde. Bei der UK Championship 2015 gelang ihm im Auftaktmatch ein 6:2-Sieg gegen Ding Junhui, er musste sich dann aber in der zweiten Runde gegen Joe Swail 5:6 geschlagen geben. In den anderen Weltranglistenturnieren konnte er kein Spiel gewinnen. In der European Tour kam er in drei der sechs Turniere in die Hauptrunde, konnte dann aber keine weiteren Spiele gewinnen. Eine Ausnahme stellte das Gdynia Open 2016 dar, hier kam er kampflos in die zweite Hauptrunde, aber auch hier konnte er sich nicht durchsetzten.

### Zweiter Anlauf als Profi
Im Mai 2016 unternahm Duffy den dritten Anlauf, sich über die Q School wiederzuqualifizieren. Sowohl im ersten Turnier als auch im zweiten Turnier erreichte er das Gruppenhalbfinale. Damit verpasste er zwar die direkte Qualifikation, er sicherte sich aber einen der vier Tourplätze in der „Order of Merit“ der besten Spieler der Q-School-Gesamtwertung. Damit hatte er erneut bis 2018 den Profistatus sicher.

#### Saison 2016/17
Duffy erreichte auf Anhieb die Hauptrunde der Riga Masters, des ersten Turnieres der Saison 2016/17. Er besiegte Robbie Williams in der Qualifikation mit 4:2 und verlor in der ersten Hauptrunde mit 3:4 gegen den Iren Fergal O’Brien. Die Indian Open und die World Open verpasste er durch Qualifikationsniederlagen gegen Dominic Dale und Stuart Carrington. Beim Pro/Am-Turnier Paul Hunter Classic überstand Duffy die erste Runde dank eines 4:0 gegen Michael Williams, verlor anschließend aber mit 1:4 gegen Lee Walker. Ein großer Erfolg für ihn waren die Shanghai Masters, wo er erst in der vierten und letzten Qualifikationsrunde ausschied. Er besiegte Wang Yuchen mit 5:1, dann Thepchaiya Un-Nooh mit 5:2 und Mark Joyce mit 5:4, ehe er mit 4:5 gegen Robert Milkins ausschied. Bei den European Masters schaffte er es durch ein 4:0 gegen Gareth Allen in die Hauptrunde, wo er mit 0:4 an Mark Davis scheiterte. Im ersten Home-Nations-Series-Turnier, den English Open, verlor Duffy in der ersten Runde mit 1:4 gegen Anthony Hamilton, die darauffolgende Hauptrunde des International Championship verpasste Duffy durch ein 3:6 gegen Matthew Stevens. Die erste Runde der Northern Ireland Open überstand er durch einen 4:2-Sieg über Michael Wild, anschließend verlor er im Decider, also mit 3:4, gegen Peter Ebdon. Sein Landsmann David Gilbert besiegte ihn in der ersten Runde des UK Championship und auch bei den Scottish Open war für ihn in der ersten Runde Schluss, nachdem er Joe Perry unterlegen war. Die Hauptrunde des German Masters verpasste er knapp, nachdem er erst Mei Xiwen besiegt hatte, verlor er mit 2:5 gegen Mark Allen. Bei den Welsh Open verlor er in der ersten Runde gegen Thor Chuan Leong und beim Snooker Shoot-Out verlor er denkbar knapp mit 43:50 nach Punkten gegen Mark King. In den letzten drei Turnieren verlor Duffy jeweils seine ersten Spiele; bei den Gibraltar Open in der ersten Runde mit 1:4 gegen Mark Selby, bei den China Open mit 1:5 gegen Kurt Maflin und in der ersten Qualifikationsrunde für die Snookerweltmeisterschaft mit 6:10 gegen Alfie Burden. Er beendete die Saison auf Weltranglistenplatz 113.

#### Saison 2017/18
Die Saison 2017/18 startete für ihn schlechter als die vorherige. Er verlor seine Qualifikationsspiele für die Riga Masters und für den China Championship gegen Noppon Saengkham mit 1:4 und gegen Martin Gould mit 1:5 und verlor in der ersten Runde des Paul Hunter Classics gegen Michael White mit 3:4. Auch die Indian Open verliefen erfolglos; er überstand zwar die Qualifikation gegen Noppon Saengkham, gab dann aber kampflos gegen Mark King auf. Saengkham, der seit 2013 durchgängig auf der Tour war, besiegte ihn auch in der Qualifikation zu den World Open. Die Qualifikation zum European Masters überstand er durch ein 4:2 gegen Liam Highfield, verlor dann aber mit 1:4 gegen Judd Trump. Zwei weitere Niederlagen folgten in der ersten Runde der English Open mit 2:4 gegen Jimmy Robertson und in der Qualifikation zum International Championship mit 2:6 gegen Liang Wenbo. Beim Shanghai Masters konnte er Noppon Saengkham mit 5:4 besiegen, verlor dann aber gegen den Chinesen Mei Xiwen mit 4:5. Überraschend überstand er auch die erste Runde der Northern Ireland Open, wo er Rory McLeod mit 4:2 besiegte. Doch in der zweiten Runde wurde er von Anthony McGill mit 1:4 besiegt. Beim UK Championship musste er in der ersten Runde einen Whitewash einstecken, Dominic Dale besiegte ihn mit 0:6; die erste Runde der Scottish Open verlor er ebenfalls zu 0, diesmal mit 0:4 gegen Mike Dunn. Es folgten fünf weitere Niederlage: Ein 3:5 gegen Judd Trump in der Qualifikation zum German Masters, 31:34 nach Punkten gegen David Gilbert in der ersten Runde des Shoot-Outs, ein 2:4 gegen Rory McLeod in der ersten Runde der Welsh Open, ein 1:4 gegen Joe Perry in der ersten Runde der Gibraltar Open und ein 3:6 gegen John Higgins in der Qualifikation zu den China Open. Nun folgte die Snookerweltmeisterschaft, zu der er sich beinahe qualifiziert hätte. Er besiegte in den ersten beiden Runden die deutlich besser gesetzten Engländer Mark Joyce und Matthew Selt mit 10:4 und 10:6, ehe er mit 1:10 in der letzten Qualifikationsrunde gegen Xiao Guodong verlor. Duffy beendete die Saison auf Weltranglistenplatz 87, was nicht für eine Qualifikation für die nächste Saison reichte.

### Wiederholte Amateurzeit
Sofort versuchte Duffy, sich über Q School wieder zu qualifizieren. Im ersten Turnier unterlag er im Halbfinale seiner Gruppe Sam Baird, zuvor hatte er unter anderem David Grace und Steven Hallworth besiegt. Im zweiten Turnier verlor er das Gruppenfinale mit 0:4 gegen Craig Steadman. Zuvor hatte unter anderem Barry Pinches, Richard Somauroo und Kishan Hirani besiegt. Im dritten Turnier verlor er schließlich vorzeitig gegen Kuldesh Johal und verlor endgültig seinen Profistatus. Die guten Ergebnisse machten ihn aber zu einem Nachrücker für freigebliebene Plätze der Profiturniere der folgenden Saison. Bei 12 Turnieren trat er an und beim Snooker Shoot-Out 2019 wiederholte er mit dem Einzug ins Achtelfinale sein bestes Karriereergebnis. In den 1-Frame-Matches des Sonderformats besiegte er David Gilbert und Alan McManus. Bei den anderen Turnieren gewann er aber nur zwei Spiele und verlor neunmal zum Auftakt.
Parallel dazu nahm er an der Challenge Tour teil und gewann auch das vorletzte der 10 Amateurturniere, insgesamt kam er aber nur auf Platz 12 der Tourwertung. Auch in der Q School 2019 verpasste er sowohl die direkte Profiqualifikation als auch die indirekte über die Q-School-Gesamtwertung. Bei der Challenge Tour 2019/20 gelang ihm erneut der Sieg im vorletzten Turnier und diesmal qualifizierte er für die Play-offs. Dort verpasste er wegen einer 0:4-Niederlage gegen Allan Taylor im Finale die Qualifikation für die Profitour. 

### Erneute Tour-Qualifikation 2022
In den folgenden beiden Jahren war er als Amateur gehandicapt durch die COVID-19-Pandemie, die ihm kaum Spielmöglichkeiten ließ. Zwei Jahre in Folge spielte er in der Q School keine Rolle und überstand in insgesamt 6 Turnieren nie die zweite Runde. Erst bei der WSF Championship 2022 erreichte er mit Runde 4 wieder ein besseres Ergebnis. In die Q School 2022 startete er mit einer Auftaktniederlage gegen Jamie Wilson, im zweiten Turnier besiegte er aber nach gutem Auftakt im Gruppenhalbfinale Michael Georgiou und mit 4:3 im Entscheidungsspiel gegen Daniel Wells konnte er sich die Tourcard für die Saison 2022/23 und 2023/24 sichern.
Die erste Hälfte der Auftaktsaison verlief unerfreulich, bis auf ein Unentschieden in der Championship League gab es nur Niederlagen. Um den Jahreswechsel 2022/23 besiegte er Reanne Evans beim German Masters knapp mit 5:4 und Jimmy White in einem 1-Frame-Match beim Shoot-Out, dann folgten wieder Niederlagen und als dritter Saisonsieg ein 10:8 über Billy Castle bei der WM. Das zweite Jahr begann er damit auf Platz 88 der Rangliste. Die folgende Saison begann etwas erfreulicher: Beim European Masters und den English Open erreichte er jeweils die zweite Runde, schied bei den restlichen Ranglistenturnieren des Jahres aber stets in der ersten Runde aus. Erst bei den Welsh Open gegen Ende der Saison gelang ihm ein erneuter Erfolg, als er mit zwei 4:0-Siegen die Runde der letzten 32 erreichte, bevor er sich Robbie Williams geschlagen geben musste. Bei den World Open gewann er das Qualifikationsspiel, stieg danach jedoch aus dem Turnier aus. Bei der Weltmeisterschaft erreichte er die zweite Qualifikationsrunde und schied dann gegen Ashley Hugill aus. Er beendete die Saison auf Platz 94 der Weltrangliste. Da er nicht an der Q School 2024 teilnahm, schied er wieder aus der Main Tour aus.

## Erfolge

### Finalteilnahmen
| Ausgang         | Jahr | Turnier                              | Finalgegner    | Ergebnis |
| --------------- | ---- | ------------------------------------ | -------------- | -------- |
| Amateurturniere |      |                                      |                |          |
| Sieger          | 2011 | Q School                             | David Gray     | 4:2      |
| Zweiter         | 2015 | Q School                             | Eden Sharav    | 3:4      |
| Zweiter         | 2018 | Q School                             | Craig Steadman | 0:4      |
| Sieger          | 2020 | Event 10 der Challenge Tour 2019/20  | Kuldesh Johal  | 3:1      |
| Zweiter         | 2020 | Play-offs der Challenge Tour 2019/20 | Allan Taylor   | 0:4      |
| Sieger          | 2022 | Q School                             | Daniel Wells   | 4:3      |